# 细胞谱系

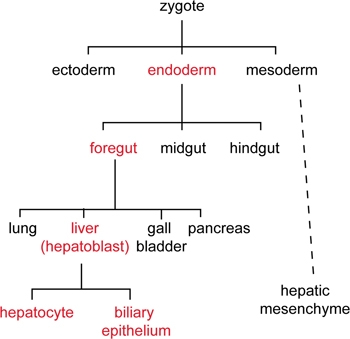
细胞谱系(肝脏发育的细胞谱系以红色表示)

细胞谱系指的是一个组织或器官从受精胚胎开始的发育模式。一個生物體內的細胞會發生細胞分裂、分化，過程持續至一个不會再分裂的成熟细胞後分裂終止。细胞谱系正是基于对细胞祖先的追踪而得出。研究人員也可以通过标记一个细胞（用荧光分子或其他可追踪的标记）并跟踪其细胞分裂后的后代来研究细胞谱系。